# Raed Chabab Kouba

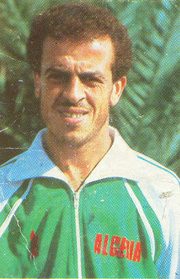
Salah Assad el 1986

El Raed Chabab Kouba (àrab: رائد شباب القبة, Rāʾid Xabāb al-Qubba) és un club de futbol algerià de la ciutat de Kouba. El club va ser fundat el 28 de gener de 1945 amb el nom Ryadha Club de Kouba. Els seus colors són el verd i el blanc.

## Palmarès
- Lliga algeriana de futbol: [2]
  - 1980-81

- Supercopa algeriana de futbol: 
  - 1981